# 浄楽寺 (加須市)
浄楽寺（じょうらくじ）は、埼玉県加須市にある真宗大谷派の寺院。

## 歴史
1604年（慶長9年）、浄楽によって開山された。浄楽は騎西藩初代藩主大久保忠常の兄であったが、病弱のため出家したという。
浄楽が大久保家出身ということもあり、寺を囲む塀には狭間（銃眼）が設けられており、「武家寺」と称していた。かつての境内は現在の3倍も広かった。
当寺は度々火災に遭っており、これまでに歴代住職の3世・10世・16世の時に遭っている。最後の16世の時は1968年（昭和43年）であり、この時に所蔵していた聖徳太子像を失っている。

## 交通アクセス
- 路線バス騎西一丁目停留所より徒歩6分。